# 135 Eskadra IAF
135 Eskadra (hebr. טייסת 135, nazywana Lekki Transport, hebr. טייסת מלכי האוויר) – lekka transportowa eskadra Sił Powietrznych Izraela, bazująca w Bazie lotniczej Sede Dow w Izraelu.

## Historia

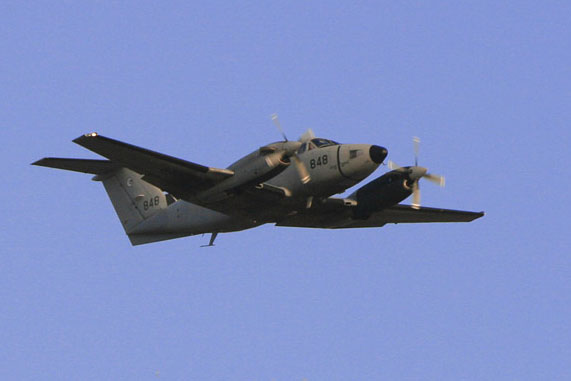
Beech 200

Eskadra została sformowana w 1971 i składała się z lekkich samolotów wielozadaniowych Britten-Norman BN-2 Islander i Beech B80. W 1995 do eskadry dołączyły lekkie samoloty wielozadaniowe Socata TB, a w następnych latach samoloty pasażerskie Beech 200 i Beech 36.

## Wyposażenie
Na wyposażeniu 135 Eskadry znajdują się następujące samoloty:
- lekkie samoloty pasażerskie Beech 200,
- lekkie samoloty pasażerskie Beech 36.